# 海曾斯泰茲市鎮
海曾斯泰茲市鎮（丹麥語：Hedensted Kommune）是丹麥的一個市鎮，位於日德蘭半島東部，屬中日德蘭大區。面積551.47平方公里，2009年人口45,954人。行政中心为海曾斯泰茲。